# World Federation of International Music Competitions
La World Federation of International Music Competitions (WFIMC) è un'organizzazione con sede a Ginevra, in Svizzera, che stabilisce una rete tra organizzazioni riconosciute a livello internazionale che mirano a scoprire i giovani talenti più promettenti della musica classica attraverso i concorsi musicali internazionali.

## Storia
È stata fondata nel 1957 e ora 120 delle principali competizioni musicali mondiali sono membri della federazione.
Nel dettaglio, la WFIMC differenzia 16 obiettivi individuali nei suoi statuti, tra cui:
- Supportare la composizione e l'esecuzione di nuovi lavori
- Creare e comunicare un'immagine positiva per i concorsi musicali internazionali
- Identificare e affrontare opportunità e sfide per tali concorsi
- Sostenere e promuovere le connessioni e le collaborazioni

## Organizzazioni iscritte per anno di appartenenza

### 1957 (Membri fondatori)
- Concorso internazionale di musica ARD, Monaco
- Budapest International Music Competition, Budapest
- Concorso pianistico internazionale Ferruccio Busoni, Bolzano
- Concorso pianistico internazionale Fryderyk Chopin, Varsavia
- Concorso internazionale di Ginevra, Ginevra
- Concorso musicale internazionale Gian Battista Viotti, Vercelli
- Concorso Internazionale di Violino Henryk Wieniawski, Poznań
- Concorso internazionale Marguerite Long-Jacques Thibaud, Parigi
- Concorso Internazionale di Violino Niccolò Paganini, Genova
- Prague Spring International Music Festival, Praga
- Concorso Regina Elisabetta, Bruxelles[2]

### 1958
- Concorso internazionale di musica Maria Canals, Barcellona
- Besançon International Competition for Young Conductors, Besançon
- International Beethoven Piano Competition Vienna, Vienna
- International singing competition of Toulouse, Tolosa

### 1959
- International Vocal Competition 's-Hertogenbosch, 's-Hertogenbosch

### 1961
- Robert Schumann International Competition for Pianists and Singers, Zwickau

### 1963
- Accademia Nazionale di Santa Cecilia International Composition Competition, Roma

### 1965
- Internationaler Johann-Sebastian-Bach-Wettbewerb, Lipsia
- Concorso pianistico internazionale di Leeds, Leeds

### 1968
- Vianna da Motta International Music Competition, Lisbona

### 1969
- Concorso internazionale di violino Jean Sibelius, Helsinki

### 1971
- Concorso internazionale Čajkovskij, Mosca

### 1973
- Grand Prix de Chartres, Chartres

### 1974
- Jeunesses Musicales International Music Competition, Belgrado

### 1975
- Concorso pianistico internazionale Alessandro Casagrande, Terni
- Arthur Rubinstein International Piano Master Competition, Tel Aviv
- Grand Prix Maria Callas, Atene

### 1976
- Alberto Curci International Violin Competition, Napoli
- Concorso pianistico internazionale Clara Haskil, Vevey
- Concorso pianistico internazionale Paloma O'Shea, Santander
- Sion International Violin Competition, Sion
- Tibor Varga International Violin Competition, Martigny
- Verdian Voices International Singing Competition, Busseto

### 1977
- Concorso pianistico internazionale Van Cliburn, Fort Worth

### 1978
- Sydney International Piano Competition, Sydney
- Vaclav Huml International Violin Competition, Zagabria

### 1979
- Épinal International Piano Competition, Épinal

### 1980
- Fritz Kreisler International Violin Competition, Vienna
- The Grzegorz Fitelberg International Competition for Conductors, Katowice
- London String Quartet Competition, Londra
- Ludwig Spohr International Violin Competition, Friburgo in Brisgovia
- William Kapell International Piano Competition, College Park

### 1981
- Bordeaux International String Quartet Competition, Bordeaux
- Carl Nielsen International Music Competition (violino, organo, flauto, clarinetto), Odense
- Cleveland International Piano Competition, Cleveland
- Dr. Luis Sigall International Music Competition (piano, violin, cello, guitar, singing), Viña del Mar
- Michele Pittaluga International Classical Guitar Competition, Alessandria

### 1982
- Verviers International Singing Competition, Verviers

### 1983
- Francisco Viñas International Singing Competition, Barcellona
- Concorso Gina Bachauer, Salt Lake City

### 1984
- Banff International String Quartet Competition, Banff, Alberta
- International Violin Competition of Indianapolis, Indianapolis
- Vittorio Gui International Chamber Music Competition, Firenze

### 1985
- Rodolfo Lipizer International Violin Competition, Gorizia

### 1986
- Arturo Toscanini - Goffredo Petrassi International Conducting and Composition Competition, Parma
- Francisco Tárrega International Guitar Competition, Benicasim

### 1987
- Concorso pianistico internazionale Géza Anda, Zurigo
- Kobe International Flute Competition, Kobe
- Mirjam Helin International Singing Competition, Helsinki[3]
- Pilar Bayona International Piano Competition, Saragozza (Interrotto dopo l'edizione 2001)

### 1988
- Bilbao International Singing Competition, Bilbao
- Cologne International Music Competition (violino, piano, canto), Colonia

### 1989
- Dublin International Piano Competition, Dublino

### 1990
- Franz Schubert and Modern Music International Music Competition, Graz[4]
- Trapani International Chamber Music Competition, Trapani
- USA International Harp Competition, Bloomington
- Wolfgang Amadeus Mozart International Music Competition, Salisburgo

### 1991
- Premio Paolo Borciani, Reggio Emilia
- UNISA International Music Competition, Pretoria

### 1992
- Cidade do Porto International Piano Competition, Porto
- International Franz Liszt Piano Competition, Utrecht
- Odense International Organ Competition, Odense

### 1993
- Antonio Pedretti International Conducting Competition, Trento
- Concorso Internazionale Pianistico di Valencia Premio Iturbi, Valencia
- Leopold Mozart International Violin Competition, Augusta
- Markneukirchen International Instrumental Competition, Markneukirchen
- Queen Sonja International Music Competition, Oslo

### 1994
- Mikalojus Konstantinas Ciurlionis International Piano and Organ Competition, Vilnius
- Scottish International Piano Competition, Glasgow

### 1995
- Calgary International Organ Competition, Calgary
- Dos Hermanas International Clarinet Competition, Dos Hermanas
- Julián Gayarre - Pablo de Sarasate International Singing and Violin Competition, Pamplona
- Provincia di Caltanissetta International Chamber Music Competition
- Joseph Joachim International Violin Competition, Hannover[5]

### 1996
- Città di Porcia International Music Competition (ottoni), Porcia
- "Ciutat de Tarragona" International Award for Musical Composition, Tarragona
- Franz Schubert International Piano Competition, Dortmund
- Melbourne International Chamber Music Competition

### 1997
- Jan Nepomuk Hummel International Piano Competition, Bratislava
- Marseille International Opera Competition, Marsiglia
- Murray Dranoff International Two Piano Competition, Miami
- Orléans International Piano Competition
- Osaka International Chamber Music Competition
- Sergei Prokofiev International Music Competition, San Pietroburgo

### 1998
- Honens International Piano Competition, Calgary
- Hamamatsu International Piano Competition, Hamamatsu
- Trio di Trieste International Chamber Music Competition, Trieste

### 2000
- Ville de Paris International Music Competition, Parigi
- Witold Lutoslawski International Cello Competition, Varsavia

### 2001
- Alexander Girardi International Singing Competition, Coburgo
- Luxembourg International Percussion Competition, Lussemburgo

### 2002
- George Enescu International Piano Competition, Bucarest
- London International Piano Competition, Londra
- Tbilisi International Piano Competition, Tbilisi

### 2003
- International Organ Competition, Musashino-Tokyo
- Mt. Fuji International Opera Competition of Shizuoka, Hamamatsu

### 2004
- Cadaqués Orchestra International Conducting Competition, Cadaqués
- International Competition for Young Pianists in Memory of Vladimir Horowitz, Kiev
- Montreal International Musical Competition (piano, violino, canto). Montreal
- Premio Jaén International Piano Competition, Jaén
- Michael Hill International Violin Competition, Auckland[6]

### 2005
- Concorso internazionale di violino Città di Brescia, Brescia
- Sendai International Music Competition (violino, piano), Sendai
- Weimar International Music Competition (Fanz Liszt - piano, Joseph Joachim - musica da camera), Weimar

### 2006
- Isang Yun Competition, Tongyeong
- Lyon International Chamber Music Competition, Lione
- Pablo Casals International Cello Competition, Kronberg
- Saint-Maurice International Organ Competition, Saint-Maurice

### 2007
- China International Piano Competition, Xiamen
- EPTA - Svetislav Stančić International Piano Competition, Zagabria
- TROMP International Music Competition, Eindhoven

### 2008
- Max Rostal International Viola and Violin Competition, Berlino
- Swedish International Duo Competition, Katrineholm

### 2009
- China International Singing Competition, Ningbo
- China International Violin Competition, Qingdao
- International Brass Competition, Jeju
- Maj Lind International Piano Competition, Helsinki
- Rina Sala Gallo International Piano Competition, Monza
- Seul International Music Competition (piano, violin, singing), Seul
- Telekom - Ludwig van Beethoven International Piano Competition, Bonn
- Wilhelm Stenhammar International Music Competition (for singers), Norrköping

### 2010
- Paderewski International Piano Competition, Bydgoszcz[7]
- Beijing International Music Competition, Pechino[8]
- Gaspar Cassado International Violoncello Competition, Hachioji[9]

### 2011
- Veronica Dunne International Singing Competition, Dublino
- The Aeolus International Competition for Wind Instruments, Düsseldorf
- International Oboe Competition of Japan, Karuizawa
- International Chamber Music Competition "Città di Pinerolo", Pinerolo
- BNDES International Piano Competition, Rio de Janeiro
- International Competition of Young Conductors Lovro von Matačić, Zagabria

### 2012
- International Violin Competition Henri Marteau, Lichtenberg e Hof[10]
- International J. M. Sperger Competition for Double Bass, Ludwigslust[11]
- Trondheim International Chamber Music Competition, Trondheim[12]

### 2013
- Aram Khachaturian International Competition, Erevan[13]

### 2014
- Tokyo International Music Competition for Conducting, Tokyo[14]

### 2015
- International Grand Prix of Romania ”Trophaeum Artis Cantorum”, Bucarest
- China Shenzhen International Piano Concerto Competition, Shenzhen[15]
- Takamatsu International Piano Competition, Takamatsu[16]
- Top of the World International Piano Competition, Tromsø[17]

### 2016
- Hong Kong International Piano Competition, Hong Kong[18]
- Canadian International Organ Competition, Montreal[19]
- Elena Obraztsova International Competition of Young Opera Singers, San Pietroburgo[20]
- Giorgos Thymis International Piano Competition, Salonicco[21]

### 2017
- International Edvard Grieg Piano Competition, Bergen[22]
- Schoenfeld International String Competition, Harbin[23]
- International Piano Competition - Istanbul Orchestra'Sion, Istanbul[24]
- Longwood Gardens International Organ Competition, Kennett Square[25]
- Primrose International Viola Competition, Los Angeles[26]
- Princess Astrid International Music Competition, Trondheim[27]

### 2018
- The Mahler Competition, Bamberga[28]
- Zhuhai International Mozart Competition, Zhuhai[29]
- The Gurwitz, San Antonio[30]

### 2019
- International Luciano Berio Composition Competition, Roma
- Shanghai Isaac Stern International Violin Competition, Shanghai
- Singapore International Violin Competition, Singapore
- Éva Marton International Singing Competition, Budapest
- International Stanisław Moniuszko Vocal Competitio, Varsavia

### 2020
- The Girolamo Fantini Intertnational Trumpet Competition, Roma
- Debut International Classical Singing Competition, Weikersheim

### 2021
- DHF World Harp Competition, Utrecht
- The Azrelli Music Prizes, Toronto
- Santa Cecilia Piano Competition, Porto

### 2022
- Concurso Internacional de Piano Compositores de España (CIPCE), Las Rozas de Madrid
- Concorso pianistico internazionale Ettore Pozzoli, Seregno
- Odesa International Violin Competition, Odessa
- Ipea International Percussion Competition, Shanghai
- Olga Kern International Piano Competition, Albuquerque
- International Conducting Competition Rotterdam, Rotterdam
- Bartók World Competition, Budapest
- Lithuanian International Professional Music Competitions, Vilnius

### 2023
- Ilmari Hannikainen Piano Chamber Music Competition, Jyväskylä
- Hastings International Piano Concerto Competition, Hastings

### 2024
- Adelaide International Guitar Competition, Adelaide
- .Stuttgart International Violin Competition, Stoccarda
- New Orleans International Piano Competition, New Orleans
- Daegu International Vocal Music Competition, Daegu